# Сієд Гулам Мойнуддін
Сієд Гулам Мойнуддін (17 лютого 1958) — пакистанський хокеїст на траві.
Олімпійський чемпіон 1984 року.